# イスラエルのイエメン攻撃 (2024年9月)
2024年9月29日、イスラエルはイエメンに対してF-15I、F-35Iアディール、F-16Iを動員し、フーシ派支配地域にあるフダイダ港とラスイサ港に対する攻撃を開始した。攻撃の結果6人が死亡、57人以上が負傷した。フダイダでは広範囲にわたり停電が発生した。攻撃はイエメンの港湾施設や発電所に大きな損害を与えた。
イスラエルの攻撃は、イスラエルへのフーシ派からのミサイル攻撃に対する報復であった。フーシ派は、自分たちのミサイル攻撃はガザ地区とレバノンとの連帯を示すための作戦の一環であるとしている。これは、イスラエル軍機がフダイダ港を攻撃した2024年7月20日の「広げた両腕作戦」以来、フーシ派に対する2度目の大規模なイスラエルによる報復攻撃であった。

## 背景

### イエメン内戦
フーシ運動（正式には「アンサール・アッラー」。本頁では「フーシ派」と表記）は、イエメンのイスラム教シーア派分派ザイド派組織である。この組織は、イエメンにおけるシーア派に対する数十年にわたる差別の結果報復を行い、2014年に権力を掌握した。2015年、サウジアラビアとその同盟国はアメリカの支援を受けてフーシ派に対する戦争を開始し、海上および空中封鎖を課した。その結果として発生した飢饉は、推定で15万人の命を奪った。フーシ派はアメリカ合衆国、サウジアラビア、アラブ首長国連邦、マレーシア、オーストラリアからテロ組織に指定されている。またフーシ派はイスラエルの破壊を呼びかけている。イエメン政府に対抗しており、国際的にテロ組織とされているフーシ派は、2014年以来、紅海沿いの同国領土のかなりの範囲を支配している。

### 2023年パレスチナ・イスラエル戦争の波及
2023年のハマース主導のイスラエル攻撃と、それに続くイスラエルによるガザ地区への侵攻と砲撃の後、フーシ派はイスラエルへの報復攻撃を開始し、「イスラエルの侵略が止まるまで攻撃を続ける」と宣言した。
フーシ派による紅海での民間船舶への攻撃は、国際的な海賊行為とみなされ、多くの国から軍事的な報復が行われた。2024年1月、国連安全保障理事会は決議2722を採択し、フーシ派の攻撃を非難し、航行の自由を確認した。米国主導の「繁栄の守護者作戦」は、紅海の海運を守るために開始された。1月12日以来、米英主導の連合軍はフーシ派に対する空爆とミサイル攻撃を指揮し、他の国々は独自にイエメン近海の警備を行っている。
7月19日、フーシ派が発射した無人機がテルアビブを直撃し、1人が死亡、10人が負傷した（2024年フーシ派の無人航空機によるイスラエルに対する攻撃）。
翌日、イスラエルはイエメンのフダイダ港を攻撃し、14人が死亡、90人が負傷した。フーシ派当局はイスラエルの攻撃を非難し、「ガザでの大量虐殺」と呼ぶものが止められるまで、攻撃を止めないと述べた。イスラエルによる攻撃で死亡した者の中には、イエメン石油・ガス会社の従業員12人が含まれていた。攻撃は発電所を目的に行われたと考えられており、地元住民に停電をもたらした。

## 攻撃
イスラエル軍によれば、戦闘機、給油機、偵察機など数十機の航空機を使い、イスラエルから約1,800km離れた地点で攻撃を行ったという。

### 攻撃目標
初期の報告によると、攻撃目標はラスイサ港とフダイダ港の燃料施設、発電所、ドック。攻撃の結果港湾労働者1人と電気技師3人が死亡した。住民によると、攻撃によりフダイダの大部分で停電が発生した。
イスラエルは、この港が石油の輸入に使われていることは認めたが、武器の輸入にも使われており、石油は軍事目的に使われる可能性があると述べた。

## 反応
イラン外務省は空爆を非難し、「非人道的」とし、民間施設に対するイスラエルの攻撃をアメリカが支援していると非難した。
イスラエル国防相は、「われわれのメッセージは明確だ。われわれにとって遠すぎる場所はない。」とツイートした。